# Gulbarga
Gulbarga (en maratí: गुलबर्गा ) es una ciudad de la India, centro administrativo del distrito de Gulbarga, en el estado de Karnataka. Su nombre oficial es Kalaburagi.

## Geografía
Se encuentra a una altitud de 456 m s. n. m. a 574 km de la capital estatal, Bangalore, en la zona horaria UTC +5:30.

## Demografía
Según estimación 2011 contaba con una población de 546 554 habitantes.

## Transporte
El Aeropuerto de Gulbarga entró en funcionamiento en 2019 con vuelos hasta Bangalore y Tirupati en el estado vecino de Andhra Pradesh.